# Spreo
Spreo là một chi chim trong họ Sturnidae.